# Charidotella maculicollis
Charidotella maculicollis es un coleóptero de la familia Chrysomelidae.
Fue descrita científicamente en 1894 por Champion.